# Régis Santon
 (mars 2017).
Si vous disposez d'ouvrages ou d'articles de référence ou si vous connaissez des sites web de qualité traitant du thème abordé ici, merci de compléter l'article en donnant les références utiles à sa vérifiabilité et en les liant à la section « Notes et références ».
Pour les articles homonymes, voir Santon.
Régis Santon, né le 18 septembre 1947 à Paris, est un acteur et un metteur en scène français de théâtre. En 1974, il ouvre dans le Marais le théâtre Essaïon. En août 1988, il devient directeur artistique du théâtre de la Plaine (théâtre municipal de la ville de Paris) et, en avril 1991, il est nommé directeur du théâtre Silvia-Monfort[réf. nécessaire].
Il est l'époux de la comédienne Marie-France Santon.

## Filmographie
- 1976 : L’Assassinat de Concino Concini de Gérard Vergez et Jean Chatenet
- 1985 : Bras de fer de Gérard Vergez
- 1994 : Placé en garde à vue - épisode : Comme il vous plaira de Marion Sarraut (télévision)
- 1999 : Terminale de Francis Girod

## Théâtre

### Comédien
- 1974 : Comment harponner le requin de Victor Haïm, théâtre Essaïon
- 1974 : Victor ou les enfants au pouvoir de Roger Vitrac, théâtre Essaïon
- 1975 : Tiens le coup jusqu'à la retraite Léon de Georges Michel, Théâtre le Palace
- 1986 : Messieurs les ronds de cuir d'après Georges Courteline, Théâtre de la Gaîté-Montparnasse
- 1993 : Des artistes adaptation d'après Octave Mirbeau, Festival d'Avignon
- 1994 : Des artistes adaptation d'après Octave Mirbeau, théâtre de la Main d'Or
- 1999 : Des artistes adaptation d'après Octave Mirbeau, théâtre Molière
- 2001 : Couples d'après Georges Courteline, théâtre Silvia Monfort
- 2001 : L'École des femmes de Molière,  Théâtre Montreux Riviera

### Auteur
- 1976 : La Tentation occidentale création au Théâtre Essaïon
- 1979 : Rue du théâtre, mise en scène Marie-France Santon, création au Festival d'Avignon in
- 1980 : La Nuit création au Théâtre Moderne
- 1981 : Le Métro, création au Théâtre de la Roquette
- 1983 : La Grêle coécrit pour France 3
- 1984 : Messieurs les ronds de cuir adaptation d'après Courteline
- 1993 : Des artistes adaptation d'après Octave Mirbeau

### Mise en scène

#### Théâtre
- 1970 : La Station Chambaudet d’Eugène Labiche
- 1971 : Phèdre de Jean Racine, Festival Vitrac en Lot-et-Garonne
- 1972 : Victor ou les enfants au pouvoir de Roger Vitrac, Festival de Vitrac en Lot-et-Garonne
- 1973 : L'Opéra des écorchés de Victor Haïm, Café-théâtre de Neuilly
- 1974 : Phèdre de Jean Racine, Théâtre Essaïon
- 1974 : Comment harponner le requin de Victor Haï], Théâtre Essaïon
- 1974 : Victor ou les enfants au pouvoir de Roger Vitrac, Théâtre Essaïon
- 1975 : L'École des femmes de Molière, Théâtre Essaïon
- 1975 : Bilitis de Pierre Louÿs, Théâtre Essaïon
- 1975 : Tiens le coup jusqu'à la retraite Léon de Georges Michel, Théâtre le Palace
- 1976 : La Tentation occidentale de Régis Santon, Théâtre Essaïon
- 1977 : On ne badine pas avec l'amour d’Alfred de Musset, Théâtre de la Commune Aubervilliers
- 1977 : La Guerre civile d’Henry de Montherlant, Nouveau Carré - Gaité Lyrique
- 1977 : La Vague de Jean-Jacques Varoujean, Nouveau Carré - Gaité Lyrique
- 1978 : Les Baracos de Jean-Jacques Varoujean, Théâtre de Chaillot
- 1978 : Les Mouches de Jean-Paul Sartre
- 1980 : La Nuit de Régis Santon, Théâtre Moderne
- 1981 : Le Métro de Régis Santon, Théâtre de la Roquette, Théâtre de la Bastille
- 1983 : Pièces à lire sous la douche de Cami, Studio des Champs-Elysées
- 1985 : Le Confort intellectuel de Marcel Aymé, Comédie de Paris
- 1985 : Messieurs les ronds-de-cuir d’après Georges Courteline, Comédie de Paris
- 1986 : Messieurs les ronds-de-cuir d’après Georges Courteline, théâtre de la Gaîté-Montparnasse
- 1986 : Le Confort intellectuel de Marcel Aymé, Studio des Champs-Elysées
- 1986 : La Chasse aux corbeaux d'Eugène Labiche, théâtre Jacques Prévert Aulnay-sous-Bois
- 1987 : La Chasse aux corbeaux d’Eugène Labiche, théâtre de la Plaine
- 1987 : Le Pool en eau de Robert Poudérou, Studio des Champs-Elysées
- 1989 : Le Foyer d’Octave Mirbeau, théâtre de la Plaine
- 1989 : Le Foyer d'Octave Mirbeau, (Molière du meilleur spectacle)[Lequel ?][réf. nécessaire] Théâtre des Bouffes-Parisiens
- 1990 : Macbeth de William Shakespeare, Théâtre de la Plaine
- 1992 : La Valse des toréadors de Jean Anouilh (nommé aux Molières 1992)[réf. nécessaire] Théâtre Silvia-Monfort
- 1992 : Paul et Virginie (comédie musicale) de Jean-Jacques Debout
- 1993 : Lundi 8 Heures de Jacques Deval (nommé aux Molières)[réf. nécessaire] théâtre Silvia Monfort
- 1994 : La Guerre civile d’Henry de Montherlant, théâtre Silvia Monfort
- 1994 : Les affaires sont les affaires d'Octave Mirbeau, théâtre Silvia Monfort (trois Molières)[réf. nécessaire]
- 1995 : Les affaires sont les affaires d’Octave Mirbeau, Théâtre du Palais-Royal
- 1995 : La Visite de la vieille dame de Friedrich Dürrenmatt, théâtre des Célestins à Lyon
- 1996 : Azev de Bernard Thomas, Théâtre national de Chaillot
- 1996 : La Visite de la vieille dame de Friedrich Dürrenmatt, théâtre du Palais Royal
- 1996 : Mort d'un commis voyageur d’Arthur Miller, théâtre Silvia Monfort
- 1997 : 14 février, Saint-Valentin de Sandra J. Albert, théâtre Mouffetard
- 1998 : Le Ruban de Georges Feydeau, Théâtre Silvia Monfort
- 1999 : La Question d'argent de Alexandre Dumas fils, Théâtre Silvia Monfort
- 2000 : Staline Mélodie de David Pownall, Théâtre Silvia Monfort
- 2001 : L'École des femmes de Molière, Sarlat - Bonaguil - Noirmoutier
- 2001 : L'École des femmes de Molière, Théâtre Montreux Riviera
- 2002 : L'École des femmes de Molière, théâtre Silvia monfort
- 2001 : Couples de Georges Courteline, théâtre Silvia Monfort
- 2003 : Photos de famille de Jean-Pierre Dopagne, théâtre du Renard
- 2003 : Britannicus de Jean Racine, théâtre Silvia Monfort
- 2004 : Love and Fish d’Israël Horovitz, théâtre Silvia Monfort
- 2006 : Do, mi, sol, do ! de Paul Géraldy, théâtre Silvia Monfort
- 2007 : La Nuit de Valognes d’Éric-Emmanuel Schmitt, théâtre Silvia Monfort
- 2009 : Ne pas oublier de (mourir) vivre de Frédéric Mancier et Bernard Larré, Théâtre du Chien qui Fume et Festival Off d'Avignon
- 2010 : Fille de... d’Emmanuelle Bataille, Comédie Saint-Michel
- 2012 : Cher menteur de Jérome Kilty (d'après George Bernard Shaw), Théâtre La Bruyère (Paris)

#### Opéra
- 1981 : Orphée aux Enfers de Jacques Offenbach, Festival de Saint-Céré
- 1985 : L'Amant statue de Nicolas Dalayrac, Festival de Saint-Céré
- 1985 : Maison à vendre de Nicolas Dalayrac, Festival de Saint-Céré
- 1986 : Faust de Charles Gounod, Festival de Saint-Céré
- 1997 : Tosca de Giacomo Puccini, Festival de Saint-Céré